# عبد الله أحمد بدوي
عبد الله بن أحمد بدوي (26 نوفمبر 1939 - 14 أبريل 2025)، هو سياسي ماليزي شغل منصب رئيس وزراء ماليزيا الخامس بين عامي 2003 و2009. عمل أيضًا رئيسًا للمنظمة الوطنية المالايوية المتحدة (يو إم إن أو)، وهو أكبر حزب سياسي (آنذاك) في ماليزيا، وقاد ائتلاف الجبهة الوطنية البرلماني الحاكم. يُعرف باسم باك لاه غير الرسمي، ويعني باك «العم»، في حين اشتقت «لاه» من اسمه «عبد الله». يشار إليه أيضًا باسم «أبو التنمية الرأسمالية الإنسانية» (بابا بيمبانغونان مودال إنسان).
بعد إقالة نائب رئيس الوزراء أنور إبراهيم، قام رئيس الوزراء مهاتير محمد بتعيين عبد الله نائبًا لرئيس الوزراء في عام 1999. وخلف عبد الله مهاتير رئيسًا للوزراء في عام 2003.
في الانتخابات العامة لعام 2004، حقق عبد الله نصرًا كبيرًا. في الانتخابات العامة لعام 2008، فازت الجبهة الوطنية بأغلبية ضئيلة من المقاعد لكنها خسرت أغلبيتها المقدرة بثلثي المقاعد وخسرت أيضًا 5 ولايات لصالح حلف المعارضة. استقال عبد الله ليليه خليفته نجيب رزاق، وذلك خلال اجتماع الجمعية العامة للمنظمة الوطنية المالايوية المتحدة المنعقد في 1 أبريل 2009. في 3 أبريل 2009، خلفه نجيب رزاق رئيسًا للوزراء. منح الملك ميزان زين العابدين لعبد الله لقب «تون» تقديرًا لخدمته للأمة.
كان أيضًا عضوًا في برلمان رأس الحدود لثماني فترات متتالية، من 1978 حتى 2013. يشغل حاليًا منصب رئيس جامعة بتروناس للتكنولوجيا (يو تي بي).

## خلفيته والنشأة
ولد عبد الله في بيان ليباس، بينانق لعائلة دينية بارزة. كان جد بدوي لأبيه، الشيخ عبد الله بدوي فهيم، من أصل حضرمي. كان الشيخ عبد الله زعيمًا دينيًا محترمًا وقوميًا، وكان أحد الأعضاء المؤسسين لحزب المسلمين، الذي عُرف فيما بعد باسم الحزب الإسلامي الماليزي. أصبح الشيخ عبد الله أول مفتي لبينانق بعد الاستقلال. كان والده، أحمد بدوي، شخصية دينية بارزة أيضًا وعضوًا في المنظمة الوطنية المالايوية المتحدة. توفيت والدته، كايلان حاج حسن، في كوالالمبور عن عمر ناهز الثمانين في 2 فبراير 2004. كان جده لأمه، ها سو شيانغ (بالصينية التقليدية: 哈蘇璋؛ بالصينية المبسطة: 哈苏 璋؛ بينيين: Hā Sūzhāng؛ ويد جيلز: Ha1 Su1-chang1) (عُرف أيضًا باسم حسن صالح)، كان مسلمًا أتسوليًا من سانيا في هينان.
درس عبد الله في ثانوية بوكيت ميرتجام. درس أيضًا في المدرسة الميثودية للبنين في بينانق للمستوى السادس. حصل عبد الله على بكالوريوس الآداب في الدراسات الإسلامية من جامعة مالايا عام 1964.

## مهنته السياسية
بعد تخرجه من جامعة مالايا، التحق بالهيئة الإدارية والدبلوماسية الماليزية (المصطلح الرسمي للخدمة المدنية). شغل منصب مدير الشباب في وزارة الشباب والرياضة وعمل أيضًا أمينًا لمجلس العمليات الوطنية (ميجيران). استقال في عام 1978 ليصبح عضوًا في البرلمان عن دائرته الانتخابية في كيبالا باتاس في شمال سيبيرانغ بيراي (التي كان والده يمثلها أيضًا).
في وقت مبكر من عمل مهاتير رئيسًا للوزراء، اندلع نزاع مرير داخل حزب المنظمة الوطنية المالايوية المتحدة الحاكم وانقسم إلى معسكرين، عُرفا بالعامية باسم «الفريق أيه»، الذي ضم موالين لمهاتير، و«الفريق بي»، الذي أيد وزير المالية السابق، تنكو رزالي حمزة ونائب رئيس الوزراء السابق موسى حيتام. انتصر مهاتير، ما أدى إلى استبعاد تنكو رزالي حمزة من المنظمة الوطنية المالايوية المتحدة المتأسسة حديثًا (بارو) أو المنظمة الوطنية المالايوية المتحدة الجديدة. كان عبد الله من أشد مؤيدي معلمه السياسي موسى حيتام في الفريق بي، ونتيجة لذلك، أُقيل من منصب وزير الدفاع في مجلس الوزراء. لم ينضم إلى حزب سيمانغات 46 (الروح 46) الذي أنشأه تنكو رزالي حمزة. يعد حزب سيمانغات 46 غير موجود حاليًا.
حين شُكلت المنظمة الوطنية المالايوية المتحدة الجديدة (بارو) في فبراير 1988، أحضر مهاتير، وكان رئيس المنظمة ورئيس الوزراء، عبد الله إلى اللجنة المؤقتة للبارو ليعمل نائبًا للرئيس. في عام 1990، احتفظ عبد الله بمقعده كنائب للرئيس. أثناء التعديل الوزاري في عام 1991، أعاده مهاتير إلى مجلس الوزراء ليعمل وزيرًا للخارجية. شغل هذا المنصب حتى نوفمبر 1999، وخلفه حينها سيد حامد البر. على الرغم من أنه فقد منصبه في انتخابات المنظمة عام 1993، بقي في مجلس الوزراء وعُين وزيرًا للخارجية. قبل عام 1998، شغل أيضًا منصب وزير في قسم رئاسة الوزراء، وعمل وزيرًا للتربية والتعليم ووزيرًا للدفاع ووزيرًا للخارجية. أكمل فترة الاختبار حين عُين نائبًا لرئيس وزراء ماليزيا ووزيرًا للداخلية بعد إقالة أنور إبراهيم.

## وفاته
تُوفي يوم الاثنين 14 أبريل 2025، عن خمسةٍ وثمانين عامًا في المستشفى الذي كان يتلقى فيه العلاج بسبب مرض في القلب.